# 大﨑紳矢
大﨑 紳矢（おおさき しんや、1987年12月28日 - ）は、富山県出身の元プロバスケットボール選手である。富山グラウジーズ練習生。ポジションはPG。身長173cm、体重70kg。プロサッカー選手の大﨑淳矢は実弟。

## 略歴
富山北部中、富山商高を卒業後、富山大学に進学。
2007年6月、プロバスケットボールbjリーグの新潟アルビレックスBBのトライアウトに合格。大学を休学し、新潟アルビレックスBBの下部組織A2に練習生として入団。
9月にトップチームに昇格し、11月25日の大分ヒートデビルズ戦で公式戦初出場、12月1日の大阪エヴェッサ戦で公式戦初得点を決めた。
2008年1月、新潟アルビレックスBB-A2を退団し富山大学に復学した。
2010年、地元の富山グラウジーズにて練習生となる。